# Bad Maria Einsiedel

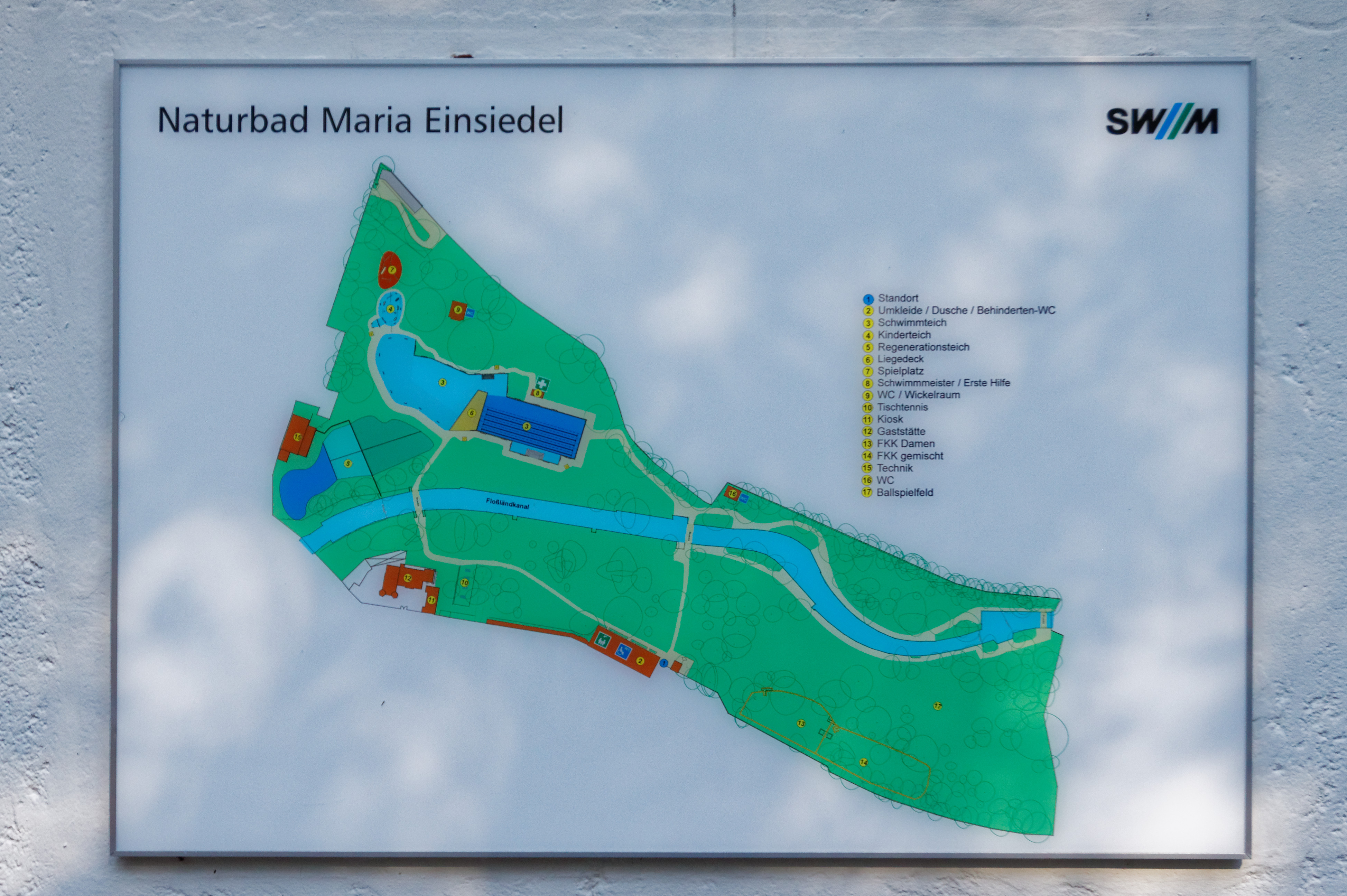
Geländeplan des Naturbads Maria Einsiedel

Das Bad Maria Einsiedel (oder Maria-Einsiedel-Bad, Bezeichnung der Stadtwerke München: Naturbad Maria Einsiedel) ist ein von den Stadtwerken München betriebenes Freibad an der Zentralländstraße 28 im Stadtteil Thalkirchen in München.

## Lage
Das Bad liegt im Thalkirchner Ortsteil Maria Einsiedel in der Nähe der Isar auf der Höhe des Tierparks Hellabrunn an der Ecke zwischen der Zentralländstraße und der Benediktbeuerer Straße. Das Gelände des Freibads erstreckt sich in etwa in Nord-Süd-Richtung zwischen der Zentralländstraße und dem Maria-Einsiedel-Bach, dem ehemaligen Mühlbach der Schadeneckmühle in Maria Einsiedel.
Jenseits des Bachs liegt das ehemalige Bahnbetriebswerk Thalkirchen. Auf der anderen Seite der Zentralländstraße liegt die Zentrallände am Ende des Floßkanals. Der den Wasserüberlauf der Floßlände aufnehmende Kanal, Mühlbach oder auch Maria-Einsiedel-Kanal genannt, fließt durch das Gelände des Naturbads und nimmt in dessen Nordteil den Maria-Einsiedel-Bach auf. Neben dem Eintritt des Mühlbachs in das Naturbad liegt die Gaststätte Zentrallände.

## Geschichte
Das Bad wurde im Jahr 1890 als Bad der damals noch selbstständigen Gemeinde Thalkirchen errichtet. 1899 wurde ein Neubau in Betrieb genommen, weitere Umbauten und Erweiterungen folgten 1906 und 1908. 1912 wurde ein Frauenschwimmbad eingerichtet, 1926 ein Familienbad.

## Beschreibung
Das Gelände des Freibads ist etwa 400 Meter lang, seine Breite beträgt im Norden etwa 100 Meter und im Süden etwa 200 Meter. Der Zugang liegt etwa in der Mitte der östlichen Längsseite an der Zentralländstraße. Südlich des Eingangs liegen ein Holzgebäude mit Umkleideräumen, Duschen und abschließbaren Spinden.  
Das rechteckige Schwimmerbecken ist 50 Meter lang und 20 Meter breit. Im Süden schließt sich ein unregelmäßig geformter, etwa 35 Meter langer Nichtschwimmerteich an. Schwimmerbecken und Nichtschwimmerteich sind durch ein trapezförmiges Liegedeck aus Holzplanken voneinander getrennt und nur seitlich über einen etwa 6 Meter breiten Kanal miteinander verbunden. Am Südende des Nichtschwimmerteichs liegt ein ovales Planschbecken für Kleinkinder. Insgesamt hat das Freibad eine Wasserfläche von 2.750 Quadratmetern. Auch der durch das Gelände laufende Mühlbach, über den mehrere Brücken führen wird zum Baden genutzt. 

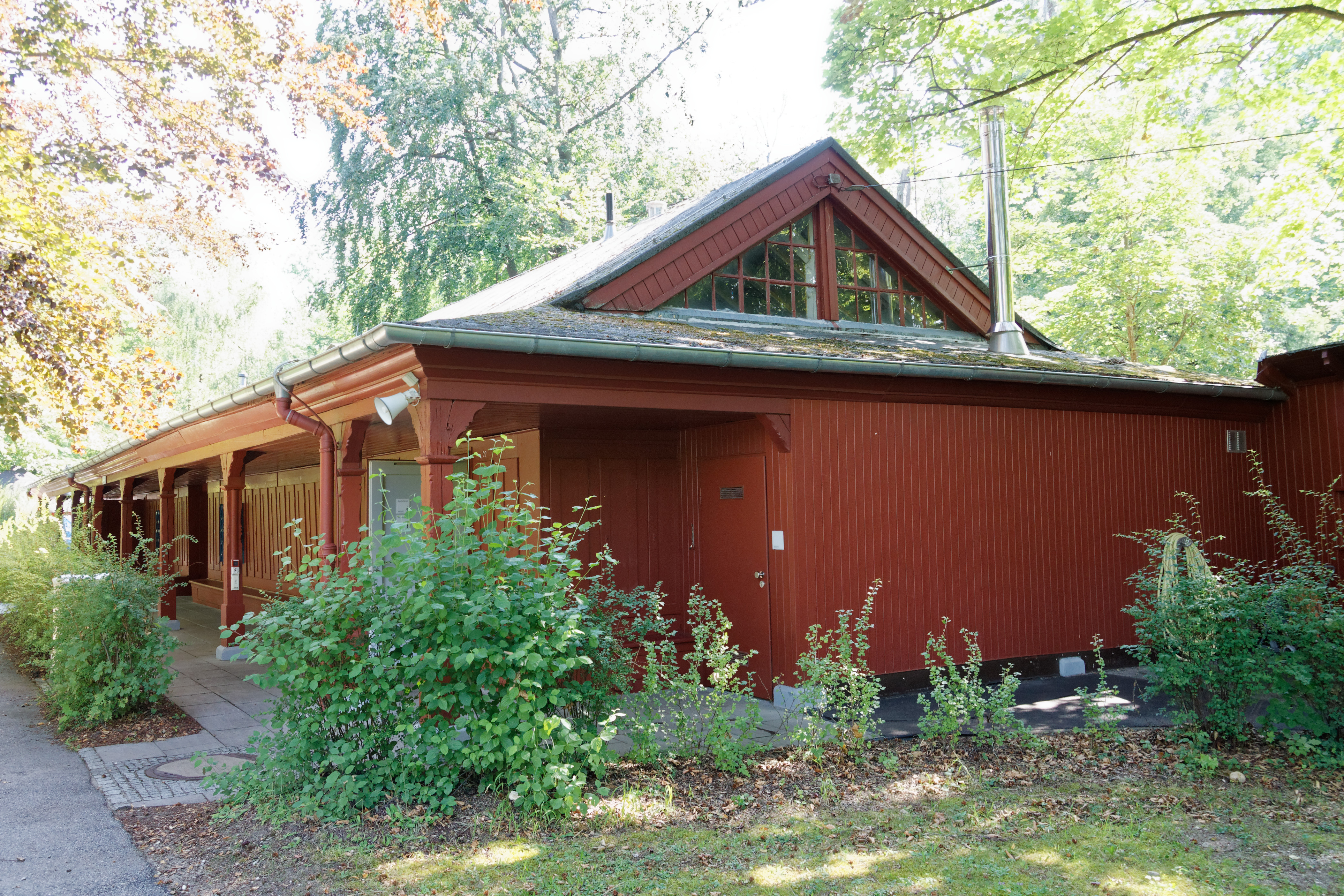
Umkleide
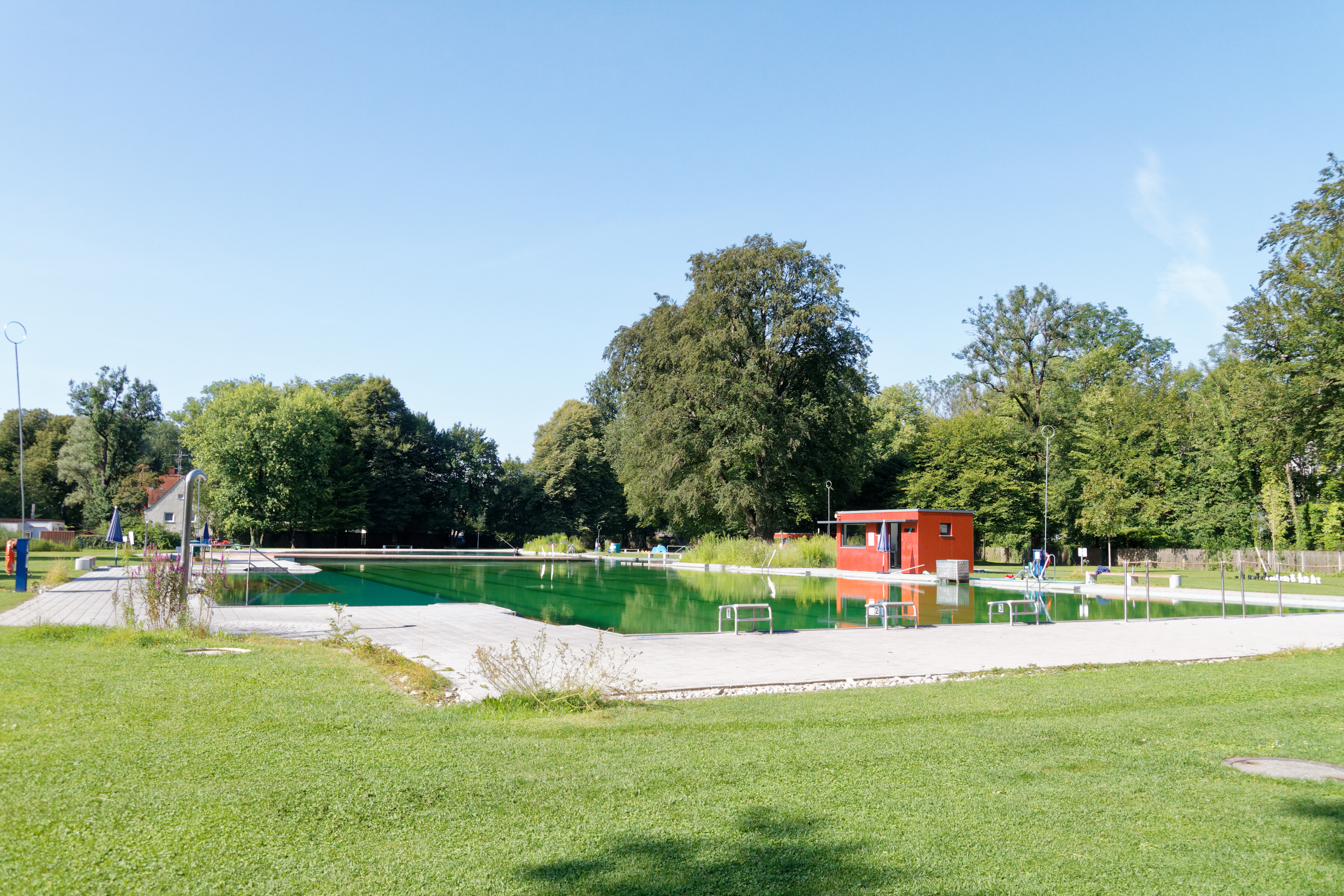
Schwimmerbecken
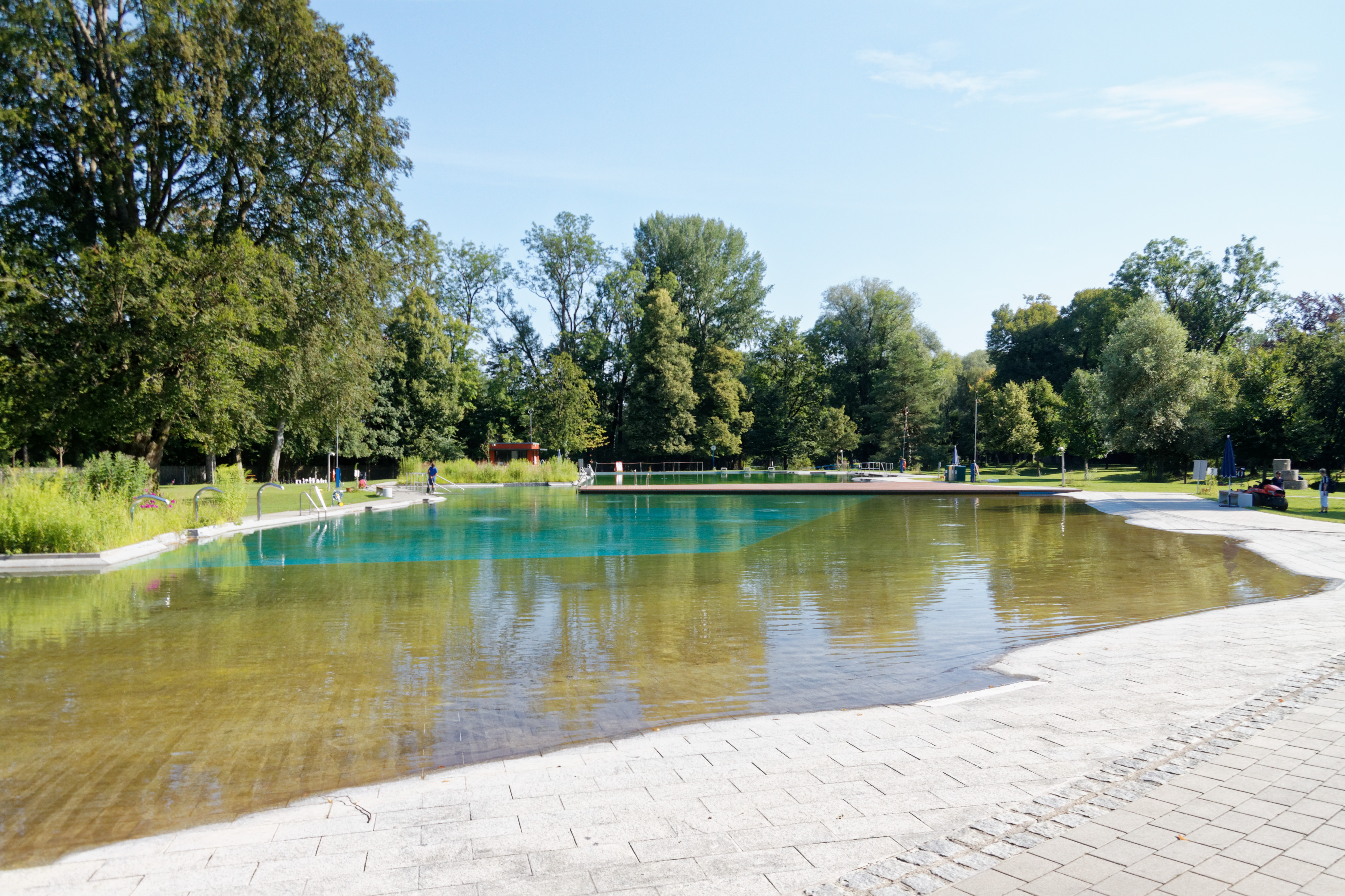
Nichtschwimmerteich
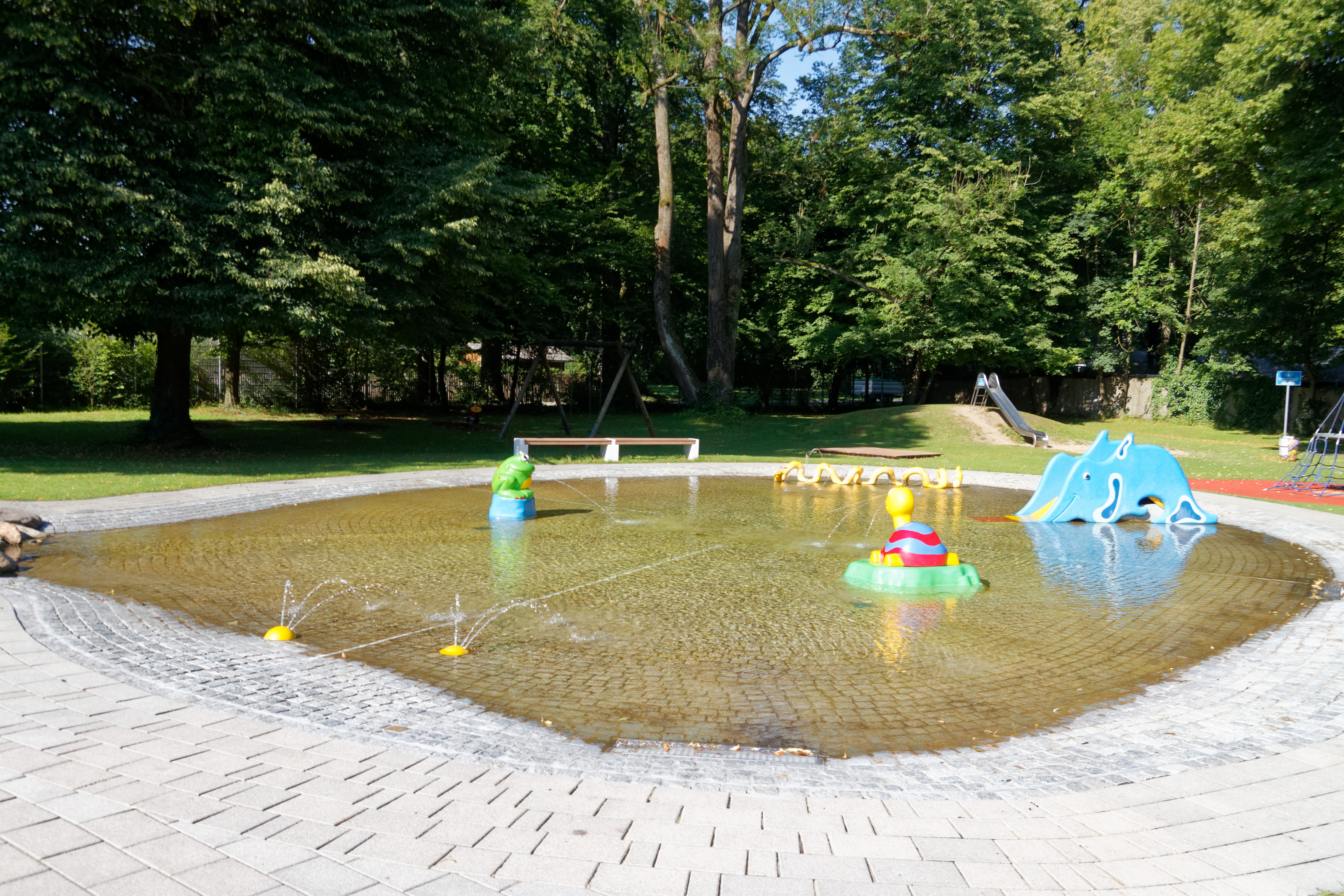
Planschbecken

Die Schwimmbecken und der Mühlbach sind von Liegewiesen umgeben, die mit Bäumen bestanden sind, deren Dichte zum Rand des Geländes hin zunimmt. Mit diesem teilweise alten Baumbestand fügt sich das Bad gut in die Auenlandschaft des Isartals ein. Ein abgetrennter Teil des Geländes dient als FKK-Bereich. Neben dem Kinderplanschbecken ist ein Spielbereich eingerichtet. Außerdem gibt es einen Tischtennisbereich und im Norden des Geländes einen Ballspielplatz mit Fußballtoren. zwischen der Gaststätte Zentrallände und dem Mühllbach liegt ein kleiner Biergarten, der von der Gaststätte aus bewirtschaftet wird. In der Nähe sitzt eine Steinfigur einer Nixe auf einem Sockel. 

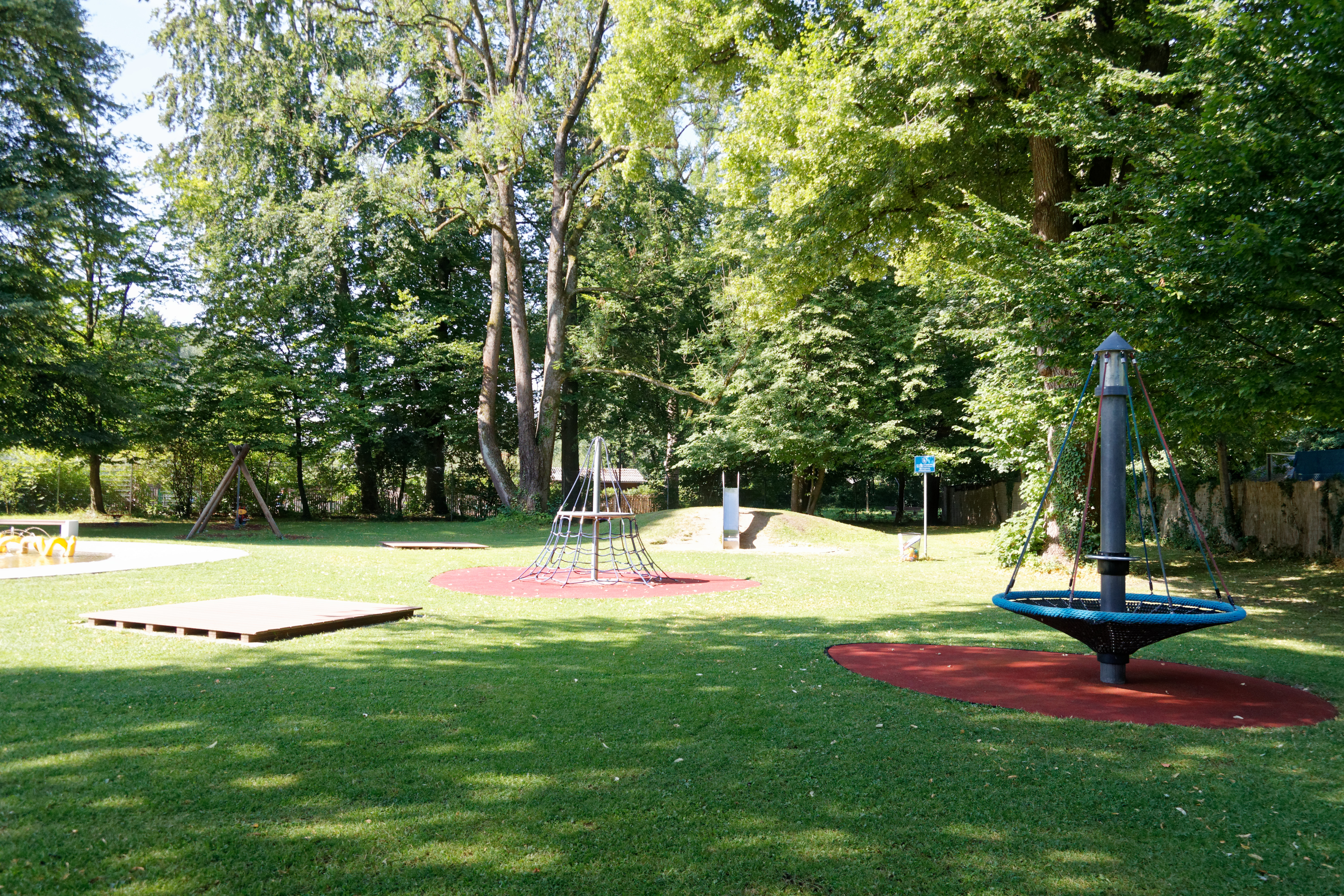
Spielplatz
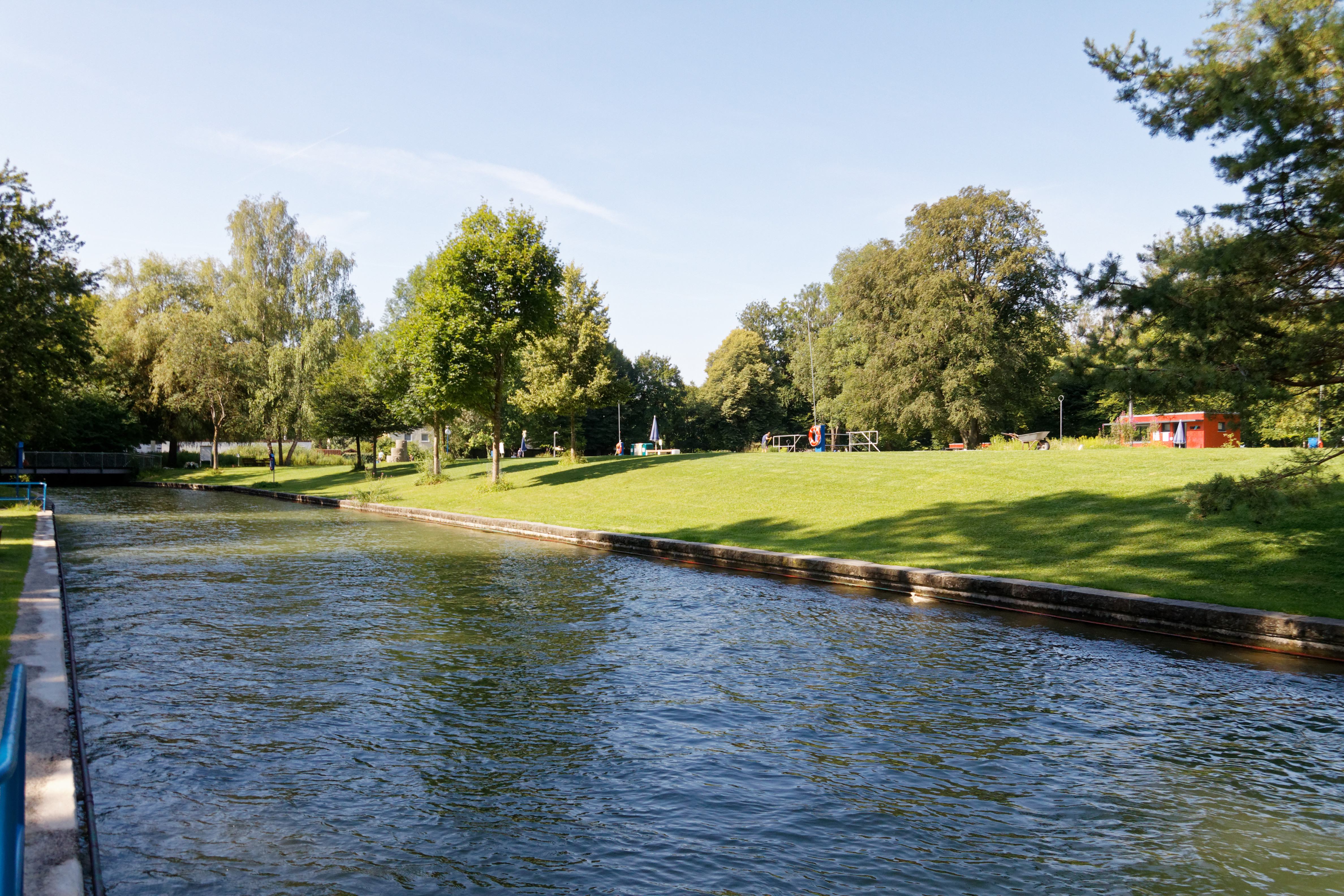
Mühlbach
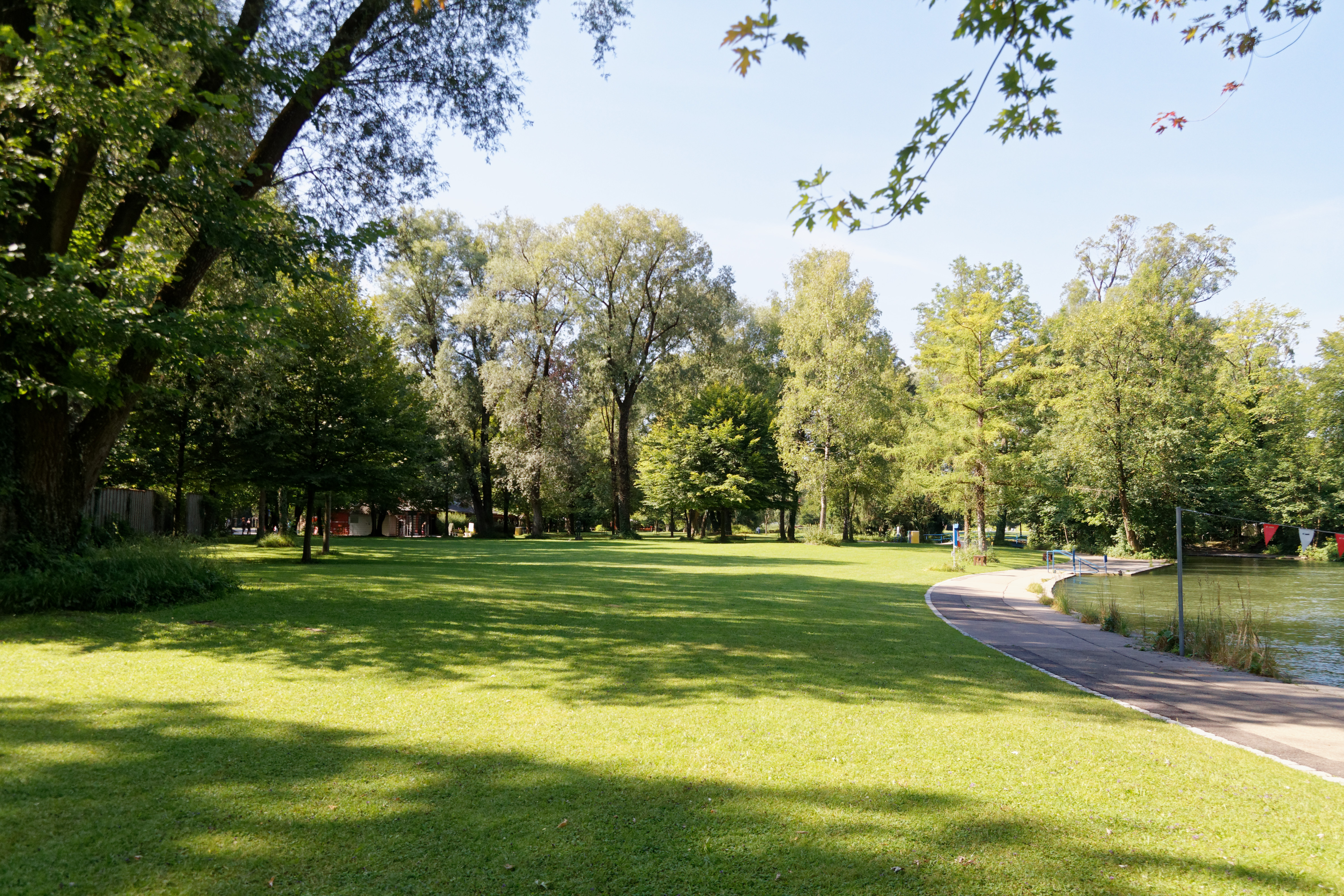
Liegewiese
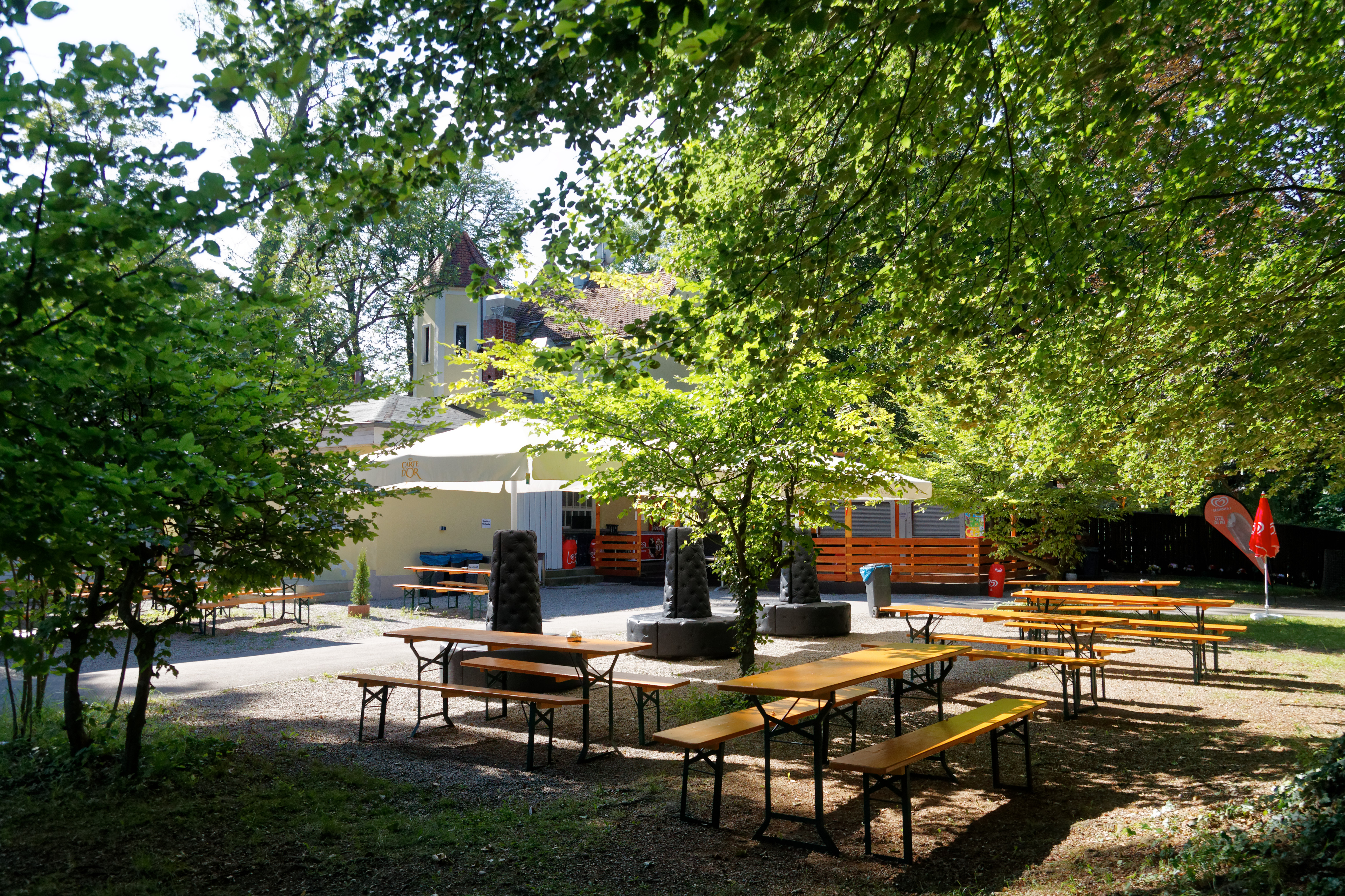
Biergarten

## Wasseraufbereitung
Seit Sommer 2008 ist das in den 1990er Jahren von der Schließung bedrohte Bad ein Naturbad, in dem das Wasser nicht mehr gechlort wird. Stattdessen erfolgt eine ökologisch verträgliche Wasseraufbereitung durch biologische Reinigung mit Hilfe von Mikroorganismen in einem offenen Teich und durch mechanische Filterung in teilweise unter der Liegewiese liegenden Kiesfeldern. Der für die Wasseraufbereitung dienende Bereich liegt im Süden des Geländes an der Benediktbeuerer Straße.

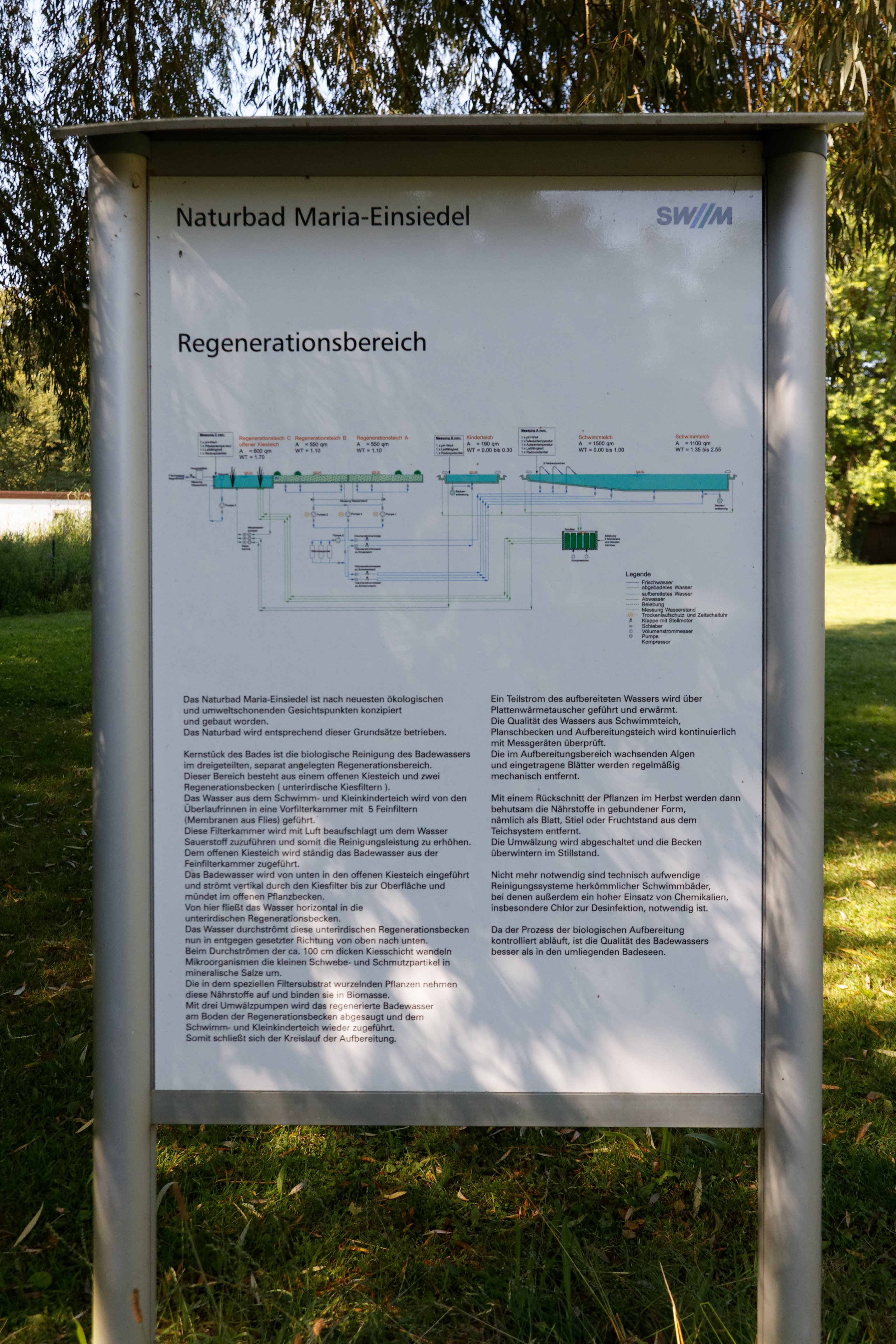
Infotafel
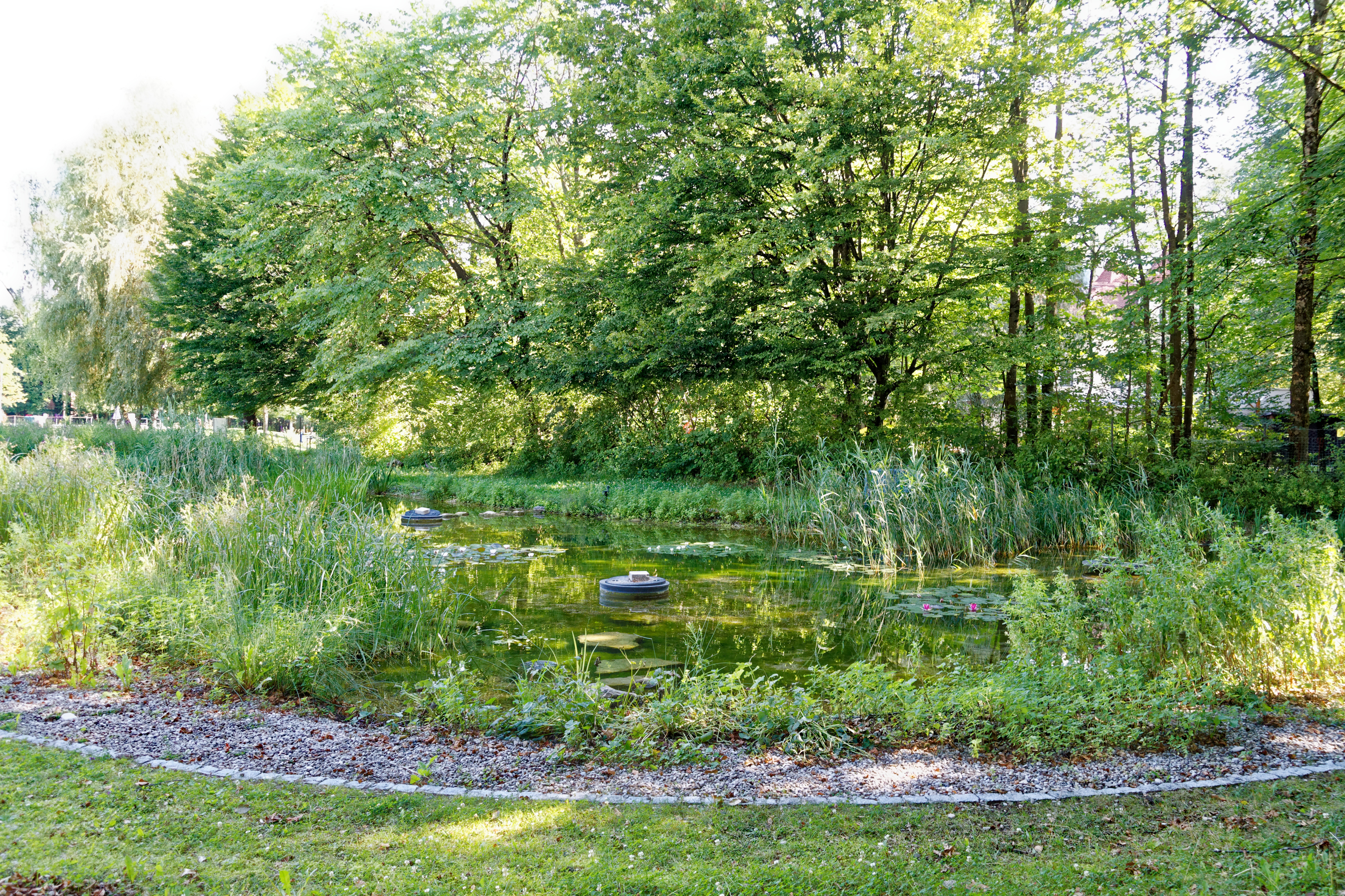
Reinigungsteich
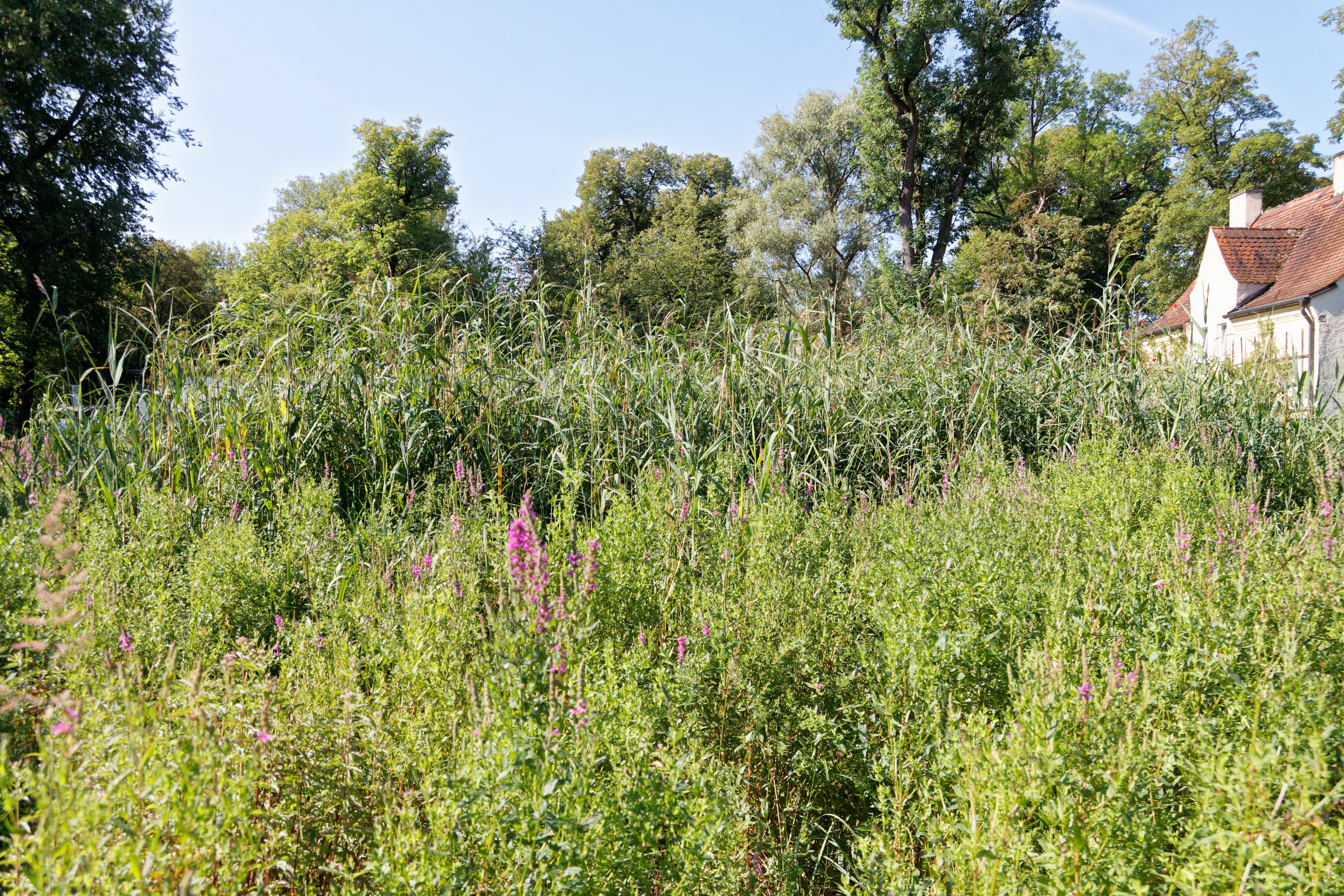
Kiesfilter mit hohem Bewuchs
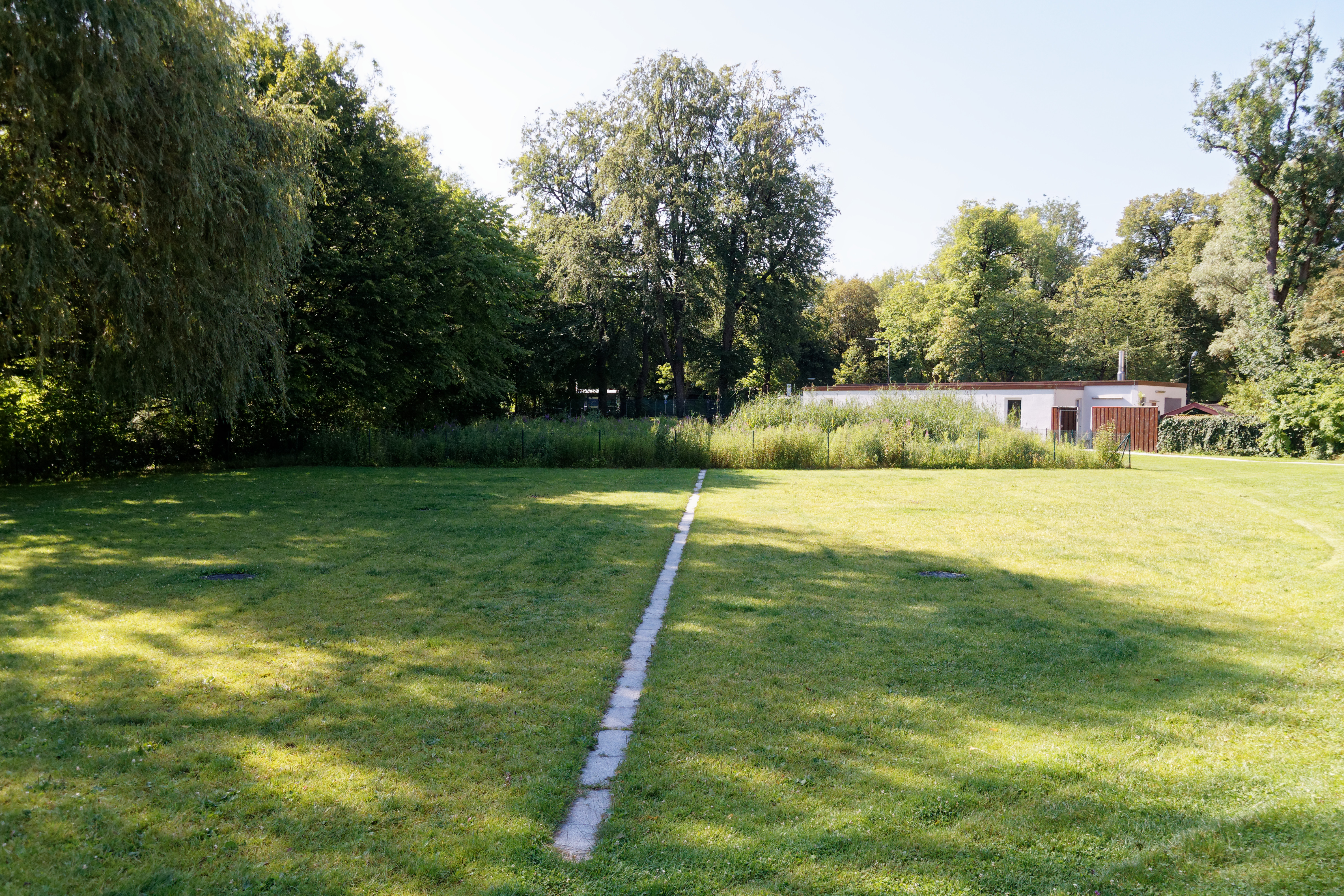
Kiesfilter unter dem Rasen